# Wydział Technologii i Inżynierii Chemicznej Zachodniopomorskiego Uniwersytetu Technologicznego w Szczecinie
Wydział Technologii i Inżynierii Chemicznej Zachodniopomorskiego Uniwersytetu Technologicznego w Szczecinie – jeden z jedenastu wydziałów Zachodniopomorskiego Uniwersytetu Technologicznego w Szczecinie. Jego siedziba znajduje się przy al. Piastów 42 w Szczecinie.
Powstał w roku 1947. Starszy budynek wydziału, zwany potocznie „Starą Chemią”, wybudowano w latach 1902–1904 zgodnie z projektem Wilhelma Meyera-Schwartau z przeznaczeniem na siedzibę Królewskiej Pruskiej Szkoły Rzemiosł Budowlanych.
Prowadzony na Wydziale kierunek inżynieria chemiczna został sklasyfikowany w rankingu szanghajskim w czwartej setce na świecie.

## Kierunki kształcenia
Dostępne kierunki:
- Chemia (studia I stopnia)
- Inżynieria chemiczna i procesowa (studia I i II stopnia)
- Inżynieria materiałów i nanomateriałów (studia I i II stopnia)
- Inżynieria w medycynie (studia I stopnia)
- Technologia chemiczna (studia I i II stopnia)

## Władze Wydziału
W kadencji 2020–2024:   
| Stanowisko | Imię i nazwisko                  |
| --- | -------------------------------- |
| Dziekan | prof. dr hab. inż. Rafał Rakoczy |
| Prodziekan ds. organizacji i rozwoju | dr hab. inż. Beata Zielińska     |
| Prodziekan ds. studenckich i kształcenia (Kierunki: technologia chemiczna, nanotechnologia, inżynieria materiałów i nanomateriałów, inżynieria w medycynie) | dr inż. Karolina Kiełbasa        |
| Prodziekan ds. studenckich i kształcenia (Kierunki: inżynieria chemiczna i procesowa, chemia, Chemical Engineering)                                         | dr inż. Aneta Wesołowska         |

## Struktura organizacyjna
Wydział składa się z następujących jednostek organizacyjnych:

### Katedry
| Katedra                                                               | Kierownik                                |
| --------------------------------------------------------------------- | ---------------------------------------- |
| Katedra Inżynierii Chemicznej i Procesowej                            | prof. dr hab. inż. Rafał Rakoczy         |
| Katedra Inżynierii Materiałów Katalitycznych i Sorpcyjnych            | prof. dr hab. inż. Beata Michalkiewicz   |
| Katedra Inżynierii Polimerów i Biomateriałów                          | prof. dr hab. inż. Mirosława El Fray     |
| Katedra Technologii Chemicznej Nieorganicznej i Inżynierii Środowiska | prof. dr hab. inż. Zofia Lendzion-Bieluń |
| Katedra Technologii Chemicznej Organicznej i Materiałów Polimerowych  | dr hab. inż. Ewa Janus                   |
| Katedra Chemii Nieorganicznej i Analitycznej                          | prof. dr hab. inż. Elżbieta Filipek      |
| Katedra Chemii Organicznej i Chemii Fizycznej                         | dr hab. Jacek Sośnicki                   |
| Katedra Fizykochemii Nanomateriałów                                   | prof. dr hab. Ewa Mijowska               |

### Laboratoria
| Laboratorium                                   | Kierownik                    |
| ---------------------------------------------- | ---------------------------- |
| Laboratorium Magnetycznego Rezonansu Jądrowego | dr hab. Jacek Sośnicki       |
| Laboratorium Zaawansowanych Technologii        | dr hab. inż. Beata Zielińska |
| Laboratorium Zapachowej Jakości Powietrza      | dr inż. Małgorzata Friedrich |

## Galeria

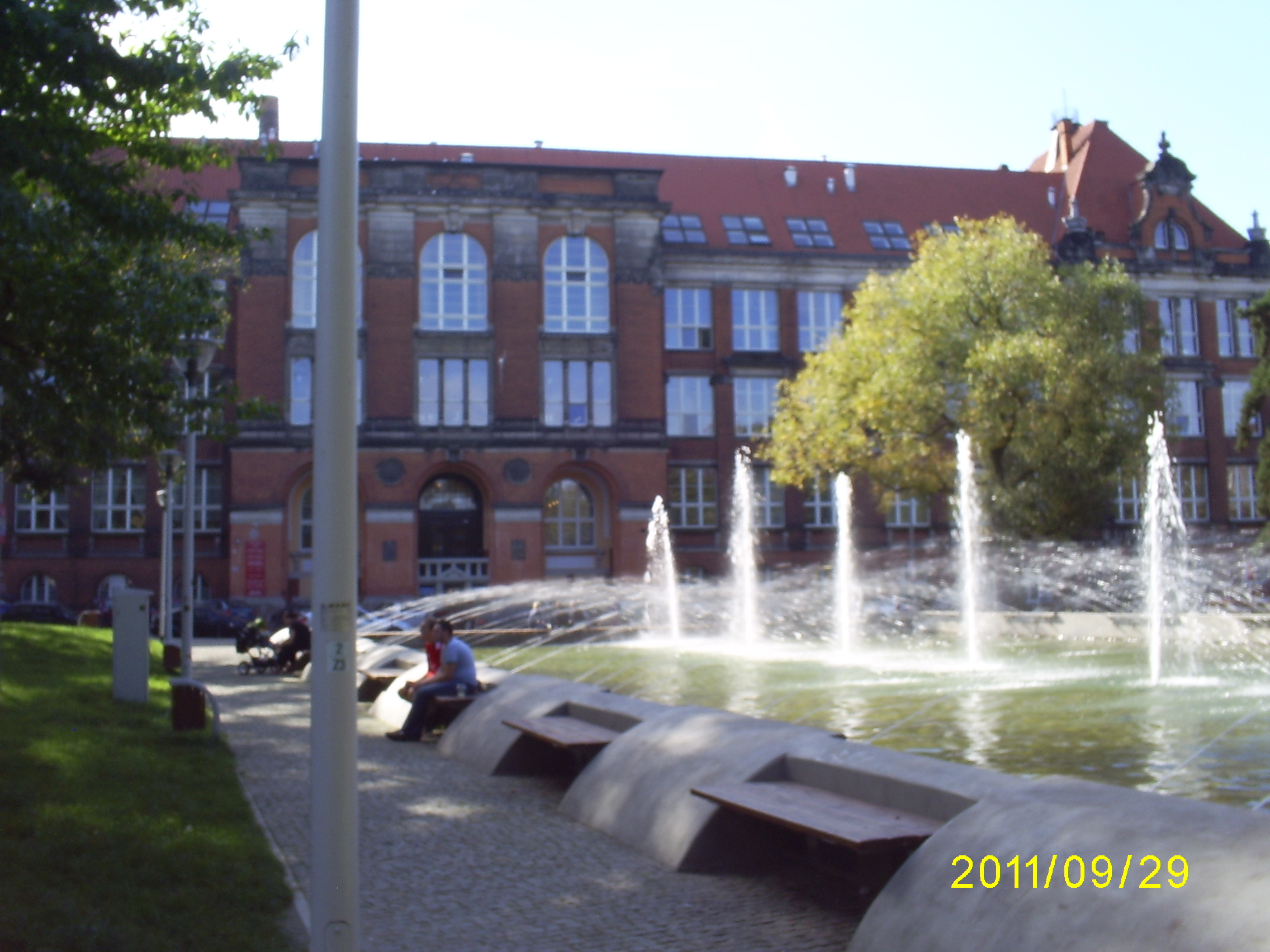
Zachodniopomorski Uniwersytet Technologiczny w Szczecinie, budynek Wydziału Technologii i Inżynierii Chemicznej („Stara Chemia”), ul. Pułaskiego 10
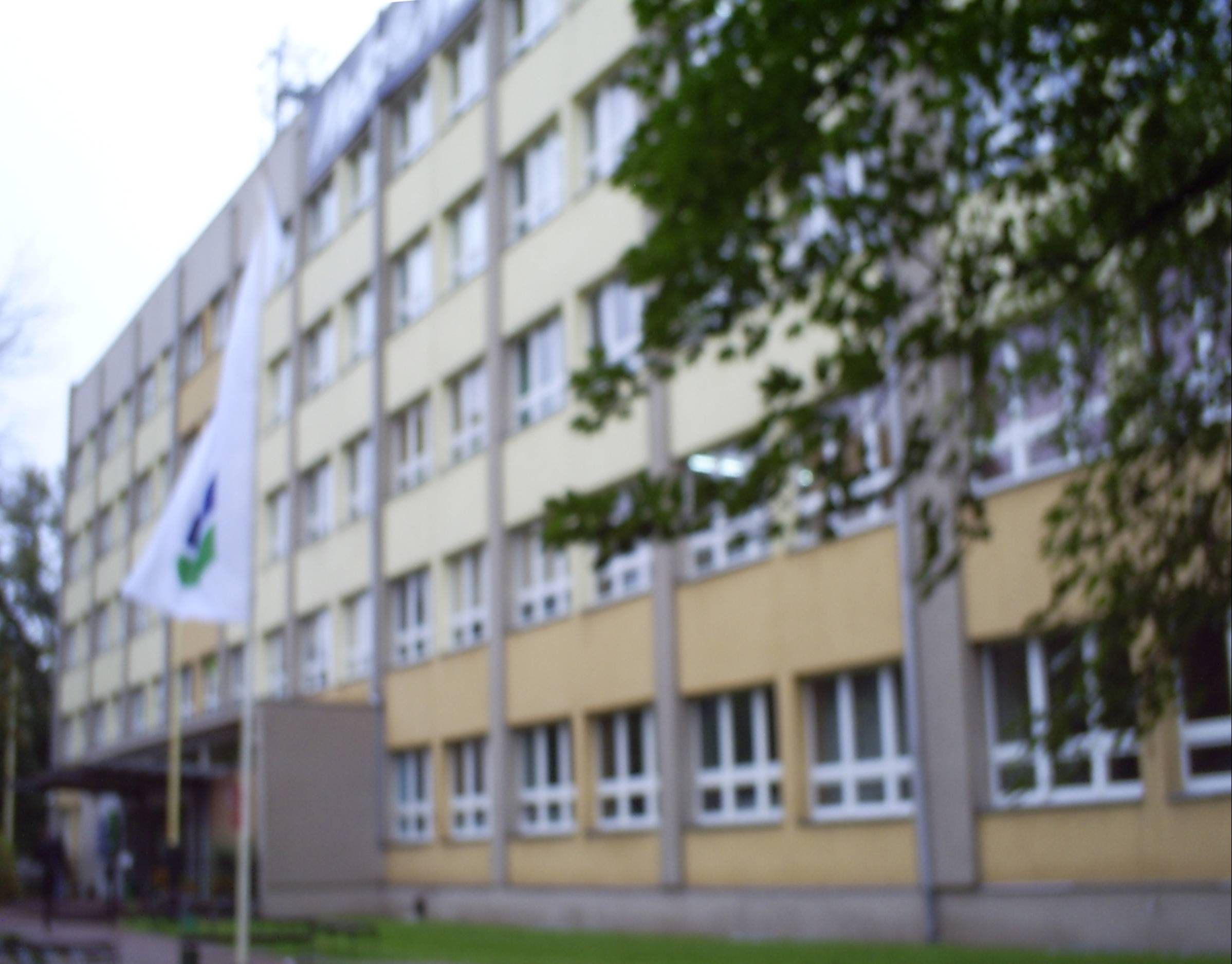
Zachodniopomorski Uniwersytet Technologiczny w Szczecinie, budynek Wydziału Technologii i Inżynierii Chemicznej – „Nowa Chemia”, Aleja Piastów 42
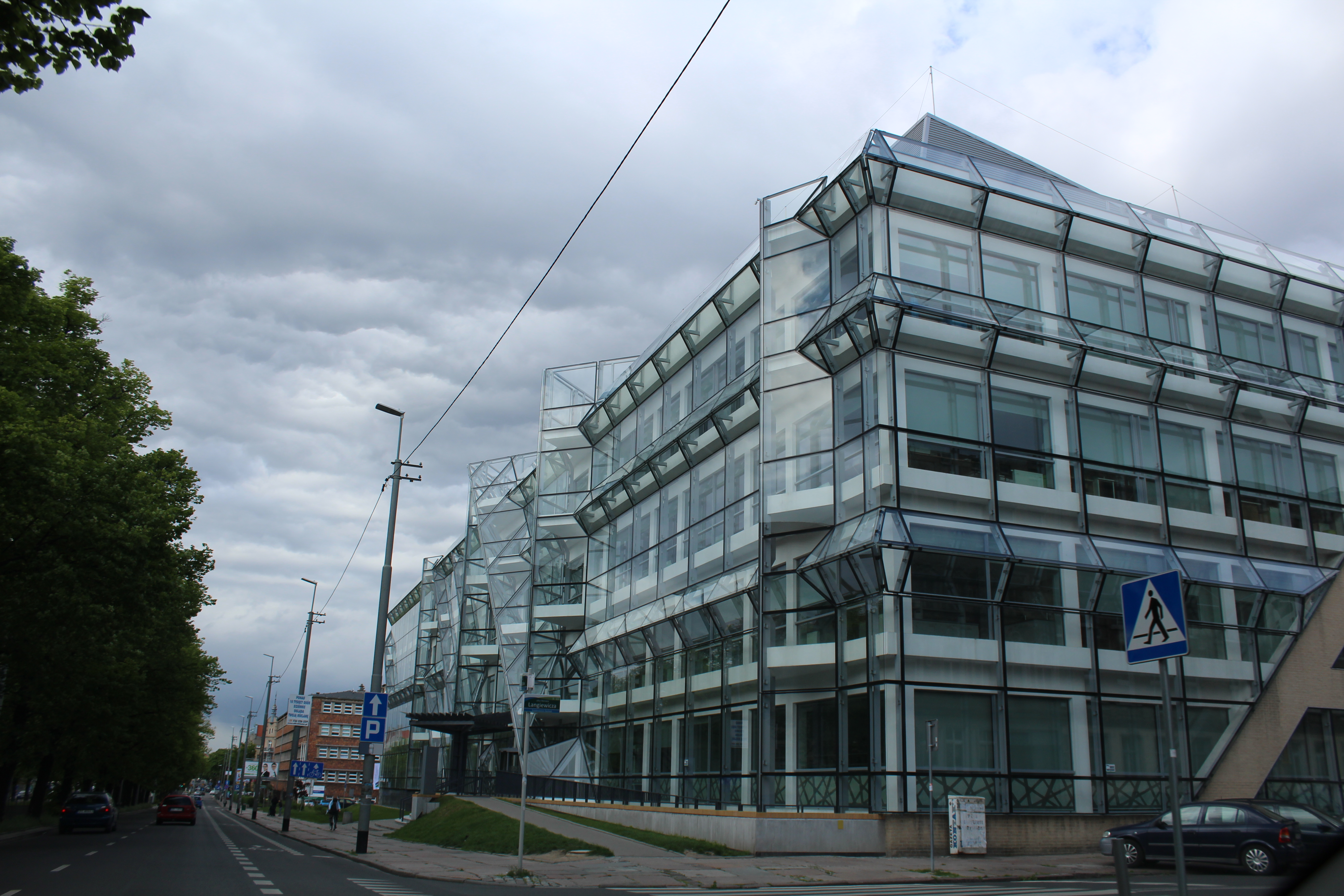
Centrum Dydaktyczno-Badawcze Nanotechnologii ZUT, współużytkowane przez WTiICh (al. Piastów 49)